# Aéroport de Salmon Arm
L'aéroport de Salmon Arm est un aéroport situé en Colombie-Britannique, au Canada.